# Pattern (Jülich)
Pattern (früher auch Pattern bei Mersch zur Unterscheidung von Pattern bei Aldenhoven) ist ein Stadtteil von Jülich im Kreis Düren, Nordrhein-Westfalen.

## Lage
Pattern liegt nordöstlich der Kernstadt Jülich. Nachbarstadtteile sind Lich-Steinstraß im Süden,  Mersch im Nordwesten (die Bebauung von Pattern und Mersch geht ineinander über), Serrest im Nordosten und Welldorf im Osten.

## Geschichte

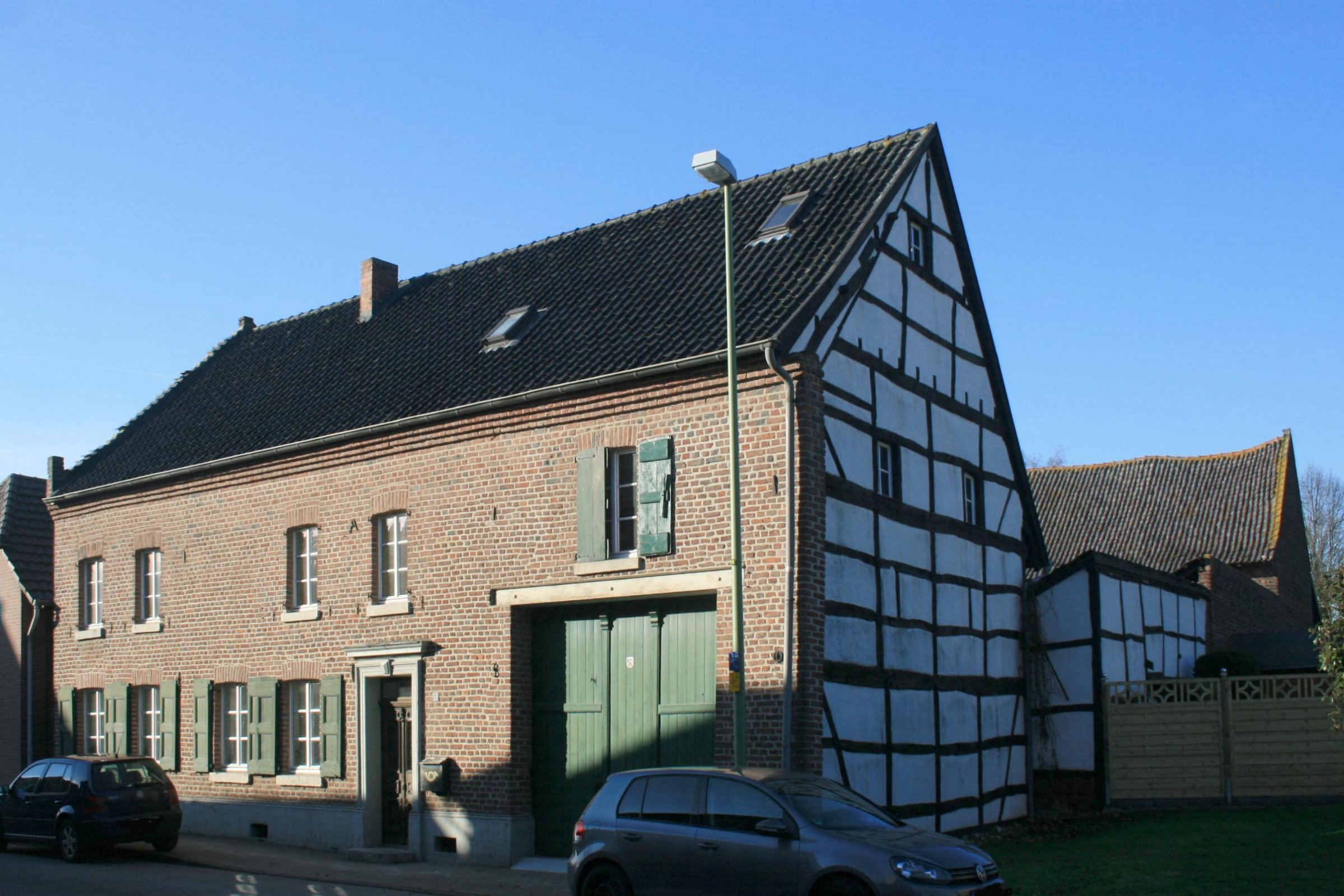
Denkmalgeschütztes Haus in Pattern

Urkundlich wird Pattern erstmals im Prümer Urbar 893 erwähnt. Somit konnte der Ort 1993 sein 1100-jähriges Bestehen feiern. Informationen zu den Baudenkmälern in Pattern sind in der Liste der Baudenkmäler in Jülich zusammengefasst.
Am 1. Januar 1972 wurde die Gemeinde Pattern bei Mersch durch das Aachen-Gesetz in die Stadt Jülich eingegliedert.

## Bildung
Im Ort gibt es die Kindertagesstätte „Spatzennest“.

## Verkehr
Südlich führt die Bundesstraße 55 am Ort vorbei.
Den ÖPNV stellt Rurtalbus durch die AVV-Buslinie 270 sowie ein Anrufsammeltaxi sicher. Bis zum 31. Dezember 2019 wurde diese Buslinie vom BVR Busverkehr Rheinland bedient. An Schultagen verkehren zusätzlich die Linie 271 und 274.
| Linie | Verlauf |
| ----- | --- |
| 270   | (Jülich Schulzentrum –) Walramplatz (→ Neues Rathaus) – Jülich Bf/ZOB – Krankenhaus – Lich-Steinstraß – Solar Campus – Pattern – Mersch – Sevenich – Spiel – Hasselsweiler – Titz |
| 271   | (Verstärkerfahrten) Titz – Jülich |
| 274   | (Verstärkerfahrten) Barmen Haus Overbach – Aldenhoven / Jülich / Linnich / Titz |
| AST   | AnrufSammelTaxi: Mo–Fr abends, Sa nachmittags/abends, So Jülich Bf/ZOB – Jülich Innenstadt – Lich-Steinstraß / Stetternich – Pattern / Welldorf – Mersch / Serrest / Güsten – Hompesch / Sevenich / Höllen – Müntz / Spiel / Rödingen / Bettenhoven – Ameln / Hasselsweiler / Ralshoven – Gevelsdorf / Kalrath – Titz – Mündt / Opherten – Jackerath |